# Tour Granite
La Tour Granite (in italiano Torre di Granito) è un grattacielo di Nanterre, nel distretto de La Défense, quartiere degli affari situato ad ovest da Parigi, Francia.
La costruzione del Tour Granite è stata commissionata dalla società bancaria Société générale. Esso è stato costruito come complemento alle Tours Société Générale, il cui spazio di lavoro degli uffici era insufficiente per le esigenze della compagnia.

## Caratteristiche
Inaugurato nel 2008 e con 183 metri è stato progettato dall'architetto francese Christian de Portzamparc. A oggi è il settimo edificio più alto della Francia, ed il quinto a La Défense, dopo Tour First, Tour Total, Tour Areva e Tour T1.
Come per i due grattacieli (Tours Société Générale), il Tour Granite presenta l'elemento caratteristico del tetto inclinato.